# يان والش
يان والش (بالإنجليزية: Ian Walsh)‏ (4 سبتمبر 1958 في المملكة المتحدة - ) هو معلق رياضي وناقد رأي ‏ ولاعب كرة قدم بريطاني في مركز الهجوم. شارك مع منتخب ويلز لكرة القدم. أما مع النوادي، فقد لعب مع سوانزي سيتي وغريمسبي تاون وكارديف سيتي وكريستال بالاس ونادي بارنسلي.

## وصلات خارجية
- يان والش على موقع قاعدة بيانات كرة القدم.إي يو (الإنجليزية)